# Sue Townsend
Susan Lillian Townsend (Leicester, 2 aprile 1946 – Leicester, 10 aprile 2014) è stata una scrittrice e commediografa inglese, nota soprattutto per essere l'autrice della serie di romanzi aventi come protagonista il personaggio di Adrian Mole. Il suo stile tende a combinare elementi comici con note di critica sociale, ma ha scritto anche opere di carattere drammatico.

## Biografia
Sue Townsend è nata a Leicester nel 1946 ed ha frequentato la scuola elementare Glen Hills, la cui segretaria d'istituto era una certa signora Claricotes, un nome che in seguito la scrittrice attribuirà alla segretaria scolastica dei suoi romanzi. Suo padre era un postino e lei è la maggiore di tre sorelle. Dopo essere stata respinta agli esami finali del ciclo scolastico primario, la Townsend passò alla scuola secondaria di South Wigston.
Abbandonata la scuola all'età di 15 anni, ha svolto molti lavori diversi, tra cui l'operaia in una fabbrica e la commessa. Ha sposato un artigiano che lavorava laminati metallici, David Broadway, ed ha avuto i primi tre figli prima di compiere 22 anni. Verso i trent'anni si è unita ad un gruppo di scrittori che frequentava il Phoenix Theatre di Leicester.
Aveva quattro figli: Sean, Daniel, Victoria e Elizabeth (Lizzie) e due nipoti.
Quando ha iniziato a scrivere il primo libro con Mole, la Townsend viveva al Saffron Lane Estate, a pochissima distanza dalla casa in cui era cresciuto il drammaturgo omosessuale Joe Orton.
La Townsend ha sofferto di diabete per molti anni, e in conseguenza della malattia, nel 2001 è diventata parzialmente cieca, introducendo quindi questa tematica nelle proprie opere.
È morta nel 2014, all'età di 67 anni, in seguito a un ictus.

## L'ispirazione
Si ritiene che Il diario segreto di Adrian Mole sia ispirato alle esperienze vissute dai suoi figli alla Mary Linwood Comprehensive School di Leicester. Molti degli insegnanti che compaiono nel romanzo (come Ms Fossington-Gore e Mr Dock) sono basati su persone reali che hanno lavorato nella scuola all'inizio degli anni ottanta. Quando dal libro è stato tratto uno sceneggiato televisivo la maggior parte delle scene sono state girate in una scuola diversa dall'originale, che si trovava nelle vicinanze. La Mary Linwood Comprehensive è stata chiusa nel 1997.

## Premi
- 1981: Premio della Thames Television per Womberang
- 2003: Premio Frink[6][7]
- 2007: Due Lauree honoris causa, una dall'Università di Leicester e una dalla Loughborough University[8]
- 2007: Premio James Joyce della Literary and Historical Society dell'University College di Dublino

I primi due libri della serie hanno attirato molti lettori per la loro descrizione realistica e ironica della vita intima di un adolescente. I romanzi hanno avuto anche la capacità di catturare parte dello zeitgeist della Gran Bretagna dell'epoca thatcheriana.

## Opere

### Romanzi: la serie di Adrian Mole
- 1982: The Secret Diary of Adrian Mole - Aged 13 e 3/4
- 1984:  The Growing Pains of Adrian Mole
- 1989: The True Confessions of Adrian Albert Mole
- 1991: Adrian Mole From Minor to Major
- 1993: Adrian Mole: The Wilderness Years
- 1999: Adrian Mole: The Cappuccino Years
- 2004: Adrian Mole and the Weapons of Mass Destruction
- 2008: Adrian Mole - The Lost Diaries - 1999-2001
- 2009: Adrian Mole - The Prostate Years - 2009

### Romanzi: altre opere
- 1988: Rebuilding Coventry
- 1989: Mr Bevan's Dream
- 1992: The Queen and I
- 1997: Ghost Children
- 2002: Number Ten
- 2006: Queen Camilla
- 2012: The Woman Who Went to Bed for a Year

### Opere teatrali
- 1979: Womberang (Soho Poly)
- 1981: The Ghost of Daniel Lambert (Leicester Haymarket Theatre) Il teatro ha chiuso nel gennaio 2007
- 1981: Dayroom (Croydon Warehouse Theatre)
- 1982: Captain Christmas and the Evil Adults (Phoenix Arts Theatre) ora noto come Phoenix Arts Centre
- 1982: Bazaar and Rummage (Royal Court Theatre)
- 1983: Groping for Words (Croydon Warehouse)
- 1984: The Great Celestial Cow (Royal Court Theatre e tour)
- 1984: The Secret Diary of Adrian Mole aged 13 3/4 - The Play (Leicester Phoenix) ora noto come  Phoenix Arts Centre
- 1989: Disneyland it Ain't (Royal Court Theatre Upstairs)
- 1989: Ten Tiny Fingers, Nine Tiny Toes (Library Theatre, Manchester)
- 1994: The Queen and I (Vaudeville Theatre, in tour in Australia nell'estate 1996 con il titolo The Royals Down Under)

### Saggistica
- 2001: The Public Confessions of a Middle-Aged Woman